# Kunsthall Svalbard

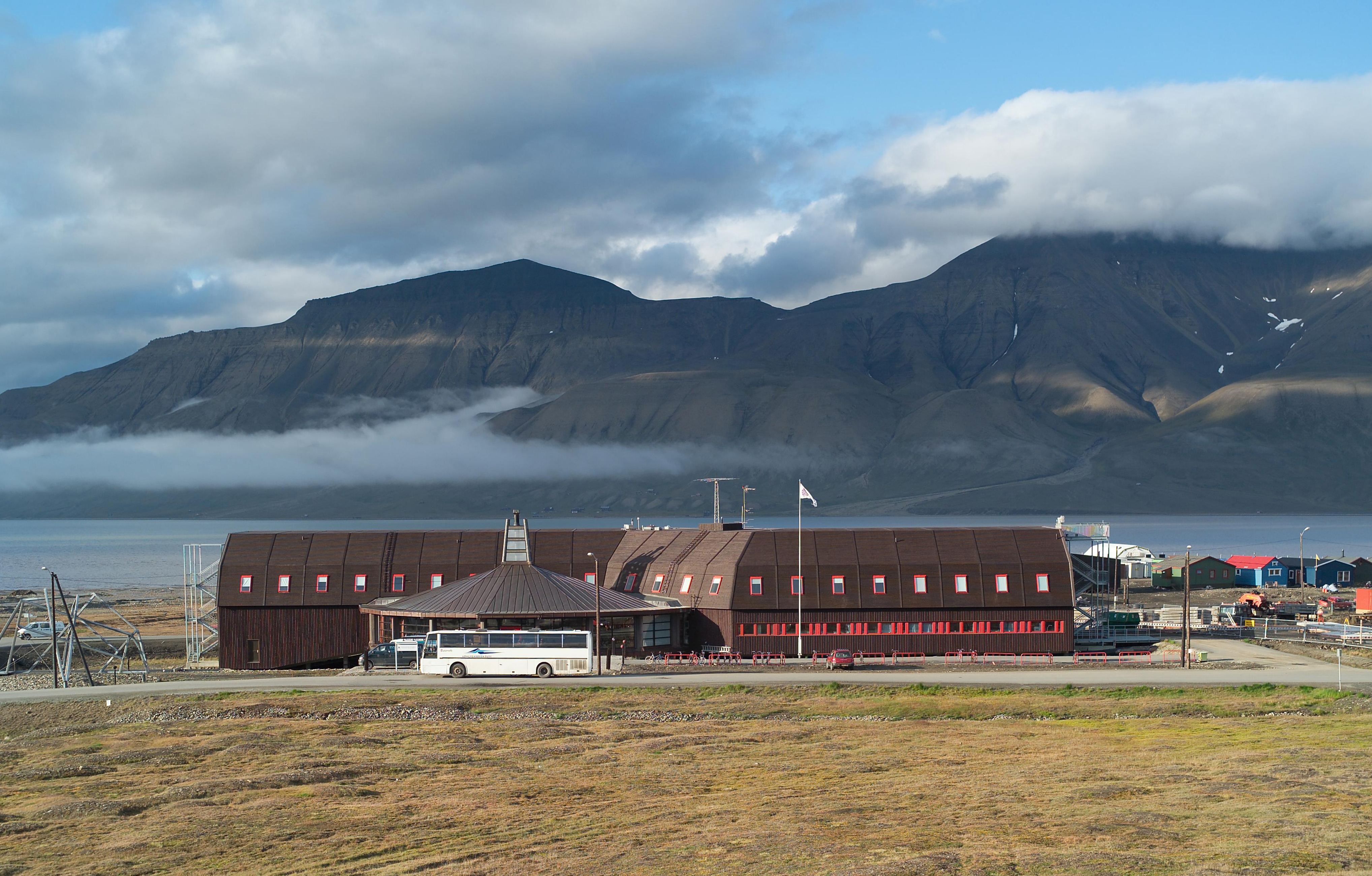
Svalbard Forskningspark, med Svalbard Museum och Kunsthall Svalbard

Kunsthall Svalbard är en norsk konsthall i Longyearbyen i Svalbard.
Kunsthall Svalbard är en filial till Nordnorsk Kunstmuseum i Tromsø och är samlokaliserat med Svalbard museum i Svalbard Forskningsparks byggnad. Det invigdes den 7 februari 2015 av kulturministern Thorild Widvey i närvaro av drottning Sonja. Den första utställningen, Glacier, var med den amerikanska videokonstnären Joan Jonas.